# Kuraba Kondō
Kuraba Kondō (japanisch 近藤 蔵波 Kondō Kuraba; * 6. Juli 2002 in der Präfektur Tokushima) ist ein japanischer Fußballspieler.

## Karriere
Kondō erlernte das Fußballspielen in der Jugendmannschaft vom Erstligisten Cerezo Osaka. Die U23-Mannschaft des Vereins spielte in der dritten Liga, der J3 League. Bereits als Jugendspieler absolvierte er elf Drittligaspiele. Seinen ersten Vertrag unterschrieb er am 16. Januar 2021 bei Albirex Niigata (Singapur). Der Verein ist ein Ableger des japanischen Zweitligisten Albirex Niigata. Mit dem Verein spielt er in der ersten singapurischen Liga, der Singapore Premier League. Für Albirex absolvierte er 16 Spiele in der ersten Liga. Im Januar 2022 unterschrieb er einen Vertrag beim Ligakonkurrenten Balestier Khalsa. Für Balestier bestritt er 27 Erstligaspiele und schoss dabei sieben Tore. Im Februar 2023 kehrte er in seine Heimat zurück, wo er einen Vertrag beim Regionalligisten FC Tokushima unterschrieb.